# 建源
建源公司（Kian Gwan Kongsi）是20世紀初期東南亞最大的跨國貿易商，成立於1863年的荷屬東印度（今印度尼西亞）。今日仍在泰國從事多樣化經營。

## 歷史
1863年由自營商人黃志信（Oei Tjie Sien）於中爪哇首府三寶瓏成立。初期是三寶瓏地方的小型商團，後來逐漸擴張至整個荷屬東印度。1893年，由其子黃仲涵（Oei Tiong Ham）繼承事業。